# Urgleptes mundulus
Urgleptes mundulus là một loài bọ cánh cứng trong họ Cerambycidae.